# Schadensgleiche Vermögensgefährdung
Die schadensgleiche Vermögensgefährdung (auch: Vermögensgefährdung als Schaden) ist eine sehr stark durch die Rechtsprechung geprägte Thematik, die ein Eingehungsdelikt auf thematischer Grundlage des Betrugs gem. § 263 StGB und der Untreue gem. § 266 StGB darstellt.

## Allgemeines
Im Rahmen der schadensgleichen Vermögensgefährdung nehmen vor allem der Schadensbegriff des § 263 StGB und der Nachteilsbegriff des § 266 StGB zentrale Rollen ein. In diesem Zusammenhang sind diese in ihrer Bedeutung gleichgestellt. Weiterhin ist auf die Unterschiedlichkeit der beiden erwähnten Delikte im Rahmen des subjektiven Tatbestandsmerkmals sowie der Versuchsstrafbarkeit hinzuweisen. Beides ist im Falle des § 263 StGB, nicht jedoch in dem des § 266 StGB gegeben; was eine starke Prägung durch die Rechtsprechung begründet, dessen Urteile sich in dieser Thematik oft an den Grenzen des Art. 103 Absatz 2 GG bewegen.

## Schadensgleiche Vermögensgefährdung

### Im Rahmen des § 263 StGB
Dem gemeinläufig als endgültiger Schaden verstandenen Schadensbegriff des Betrugs wird im Rahmen der schadensgleichen Vermögensgefährdung der sogenannte konkrete Gefährdungsschaden – welcher vom abstrakten Gefährdungsschaden abzugrenzen ist und nachgenanntes Merkmal nicht hat – qualitativ gleichgestellt. Daraus folgt zunächst, dass grundsätzlich schon die Gefährdung des Vermögens unter Strafe gestellt wird und ein späterer Schadensabfluss bzw. eine Schadenskonkretisierung nur zu einer Vertiefung des Schadens führen würde.
In diesem Zusammenhang stellt die schadensgleiche Vermögensgefährdung ein Eingehungsdelikt und kein Erfüllungsdelikt dar. Das heißt, dass der Zeitpunkt der Deliktsvollendung auf den Zeitpunkt des Vertragsschlusses vorverlagert wird, wenn entweder zum Zeitpunkt des Vertragsschlusses bereits eine vertragswidrige Tat verschleiert werden sollte (Vgl. Beispiel 1) oder aber eine minderwertige Gegenforderung vorlag (Vgl. Beispiel 2).

### Im Rahmen des § 266 StGB
Bei der Untreue steht hier vor allem der Nachteilsbegriff im Zentrum. Dieser wird gemeinläufig erst einmal so verstanden, dass ein Vermögen nach einer unbestimmten Tat geringer ist als vor dieser. Diesem Nachteilsbegriff wird nun die sogenannte konkrete Vermögensgefährdung gleichgestellt. Eine solche liegt dann vor, wenn bereits nach wirtschaftlicher Betrachtungsweise eine Vermögensminderung eingetreten ist (vgl. Beispiel).

## Konkretheitsbegriff
Die Konkretheit spielt im Rahmen der schadensgleichen Vermögensgefährdung eine große Rolle. Dies ist insbesondere dadurch begründet, dass eine Vorverlagerung der Untreue in die Versuchsstrafbarkeit verhindert werden soll und auch keine zu weite Auslegung der Strafbarkeit ermöglicht werden soll. Ziel ist es weiterhin, die Schädigung des Vermögens zu bestrafen und nicht die Gefährdung des Vermögens (Gefährdungsdelikt contra legem).
Das Landgericht Kiel präzisiert den Konkretheitsbegriff wie folgt:
- Es muss mit einem alsbaldigen Eintritt des endgültigen Schadens zu rechnen sein.
- Die Vermeidemacht darf nicht mehr bei dem Geschädigten, sondern nur noch im Belieben des Täters liegen. Der Geschädigte selbst darf also nicht mehr in der Lage dazu sein, sein Vermögen vor dem Eintritt des Schadens zu schützen.
- Es müssen begründete Tatsachen vorliegen, welche einen Eintritt des Schadens als hinreichend wahrscheinlich erscheinen lassen.

Diese Abgrenzungskriterien werden allerdings in der Literatur zum Teil als unzureichend kritisiert.

## Beispiele

### Beispiele im Rahmen des § 263 StGB – Betrug
- Beispiel 1

Es stehen sich ein Versicherungsnehmer und ein Versicherungsgeber am Markt gegenüber. Der Versicherungsnehmer ist gewillt, eine Lebensversicherung bei dem Versicherungsgeber abzuschließen. Dies tut ersterer mit dem Hintergedanken, zu einem späteren Zeitpunkt unter Vorlage einer gefälschten Todesurkunde die Versicherungssumme erschleichen zu wollen.
Schon in diesem Fall liegt eine schadensgleiche Vermögensgefährdung vor. Eine Auszahlung der Versicherungssumme an den Versicherungsnehmer würde lediglich zu einer Vertiefung des Schadens führen. Wichtiges Merkmal ist, dass der Versicherungsnehmer den Willen, die Versicherungssumme erschleichen zu wollen, bereits vor dem Vertragsschluss hatte, um sich strafbar gemacht zu haben, und zwar im Rahmen eines Eingehungsdeliktes.
- Beispiel 2

Unter der Vorlage gefälschter Urkunden und Ausweise beantragt eine Person die Eröffnung von Bankkonten bei diversen Kreditinstituten. Im gleichen Zug werden auch Visa-Karten mit Überziehungskrediten bzw. Kreditkarten beantragt.
Auch hier liegt eine schadensgleiche Vermögensgefährdung vor. Würden die Kreditkarten lediglich auf Guthabenbasis geführt, so läge keine schadensgleiche Vermögensgefährdung vor.

### Beispiele im Rahmen des § 266 StGB – Untreue
A beauftragt den B mit der Wahrung seiner Vermögensinteressen. B investiert das ihm anvertraute Kapital in Aktien eines Unternehmens, welches sich innerhalb der nächsten Tage nicht unerheblichen Zahlungsverpflichtungen gegenübersieht. Der Aktienkurs wird hierdurch sicher sinken.
Anhand dieses Beispiels, welches ebenfalls eine schadensgleiche Vermögensgefährdung darstellt, lassen sich die Abgrenzungsmerkmale des Konkretheitsbegriffs sehr gut darstellen. Es ist mit einem alsbaldigen Schadenseintritt zu rechnen (innerhalb der nächsten Tage), die Vermeidemacht liegt nicht mehr bei dem A (denn dieser kann den Schaden selbst nicht mehr von seinem Vermögen abwenden), und es liegen begründete Tatsachen vor, die einen Schadenseintritt als wahrscheinlich erscheinen lassen (die Zahlungsverpflichtungen des Unternehmens, in welcher der B das Kapital investiert hatte).